# Festival du film du soleil de minuit
Le Festival du film du soleil de minuit (anglais : Midnight Sun Film Festival) ou Festival du film de Sodankylä (finnois : Sodankylän elokuvajuhlat) est un festival du film qui a lieu chaque année à Sodankylä en Finlande depuis 1986. Il se déroule durant cinq jours.

## Présentation
Le festival est fondé en 1986 dans le cadre d'une collaboration entre la municipalité de Sodankylä et trois réalisateurs finlandais, Anssi Mänttäri (fi), Aki Kaurismäki et Mika Kaurismäki. 
Peter von Bagh a été le directeur du festival depuis le début jusqu'à sa mort. 
Son successeur est Timo Malmi.
Le record d'audience de l'événement, 31 000 visiteurs, a été établi en 2019. 
Le précédent record d'audience avait été établi en 2015, alors qu'il y avait environ 30 000 visiteurs.
À l'été 2020, le festival du film ne s'est pas déroulé comme un festival traditionnel en raison des limites de la pandémie de coronavirus. 
Il a été décidé d'organiser le festival du film comme une sorte de festival virtuel, les films et les événements de discussion du festival virtuel Sodankylä Forever ont été mis à la disposition du public par Internet,.

## Documentaire Sodankylä Forever
Le cofondateur du festival, Peter von Bagh a publié un documentaire de 4 heures basé sur des images de tables rondes tenues pendant le festival. Le documentaire est intitulé Sodankylä Forever.
Le documentaire présente des clips de divers cinéastes discutant de l'impact plus large des films et de la réalisation cinématographique dans l'histoire et la culture. 
Parmi les réalisateurs qui apparaissent dans le documentaire : Miloš Forman, Ivan Passer, Ettore Scola, Michael Powell, Abbas Kiarostami, Jafar Panahi, Elia Suleiman, Francis Ford Coppola, John Sayles, Samuel Fuller, Bob Rafelson et Jonathan Demme.

## Invités
Voici la liste des invités qui ont assisté au festival depuis sa première édition:

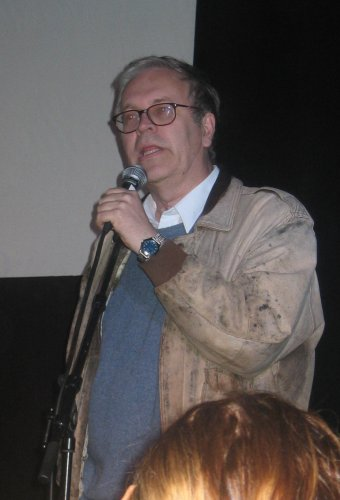
Peter von Bagh au festival de 2004.

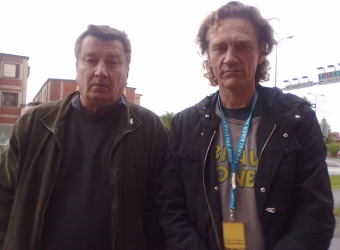
Aki Kaurismäki et Ville Virtanen au Festival de 2011.

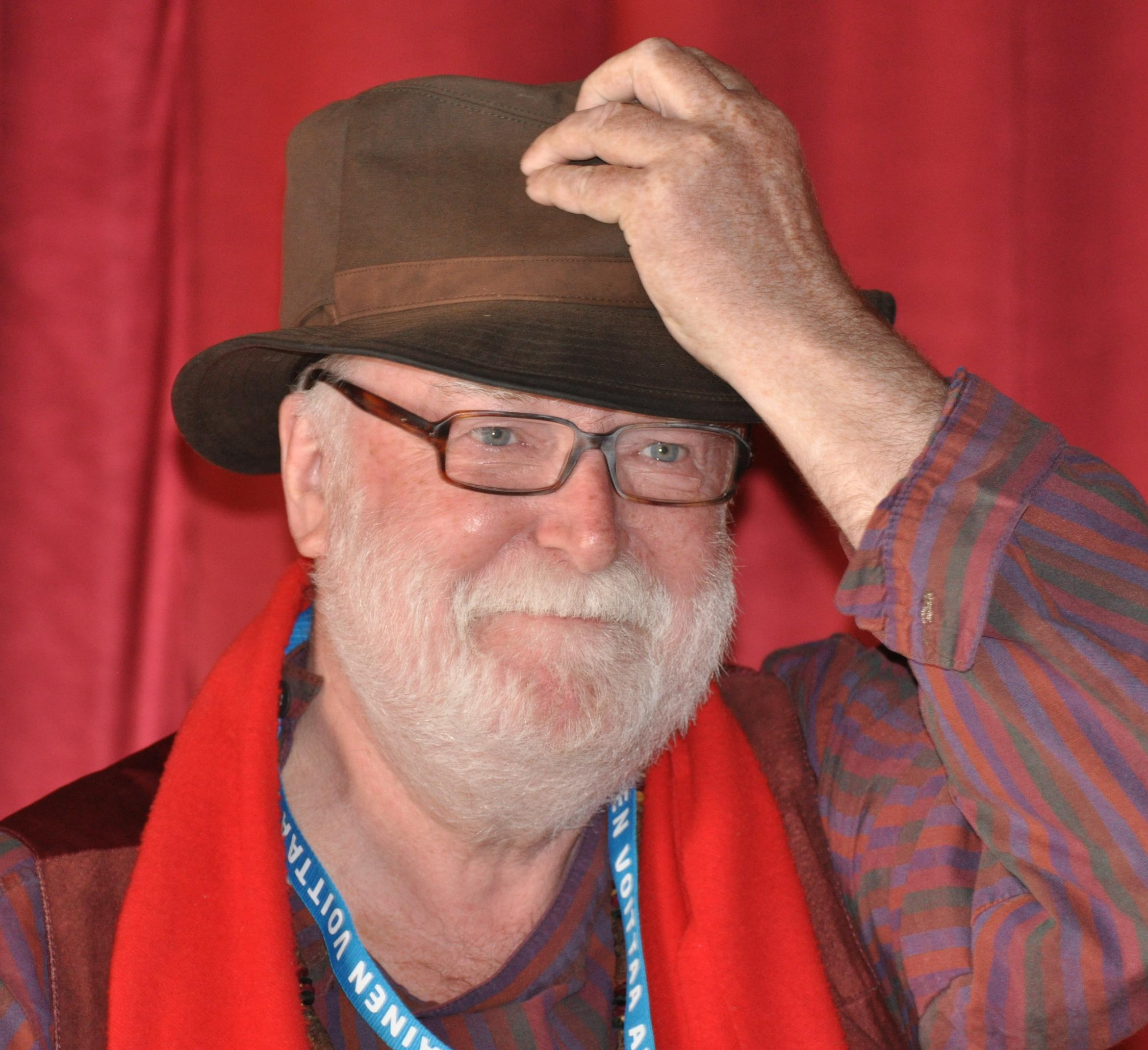
Anssi Mänttäri au Festival de 2012.

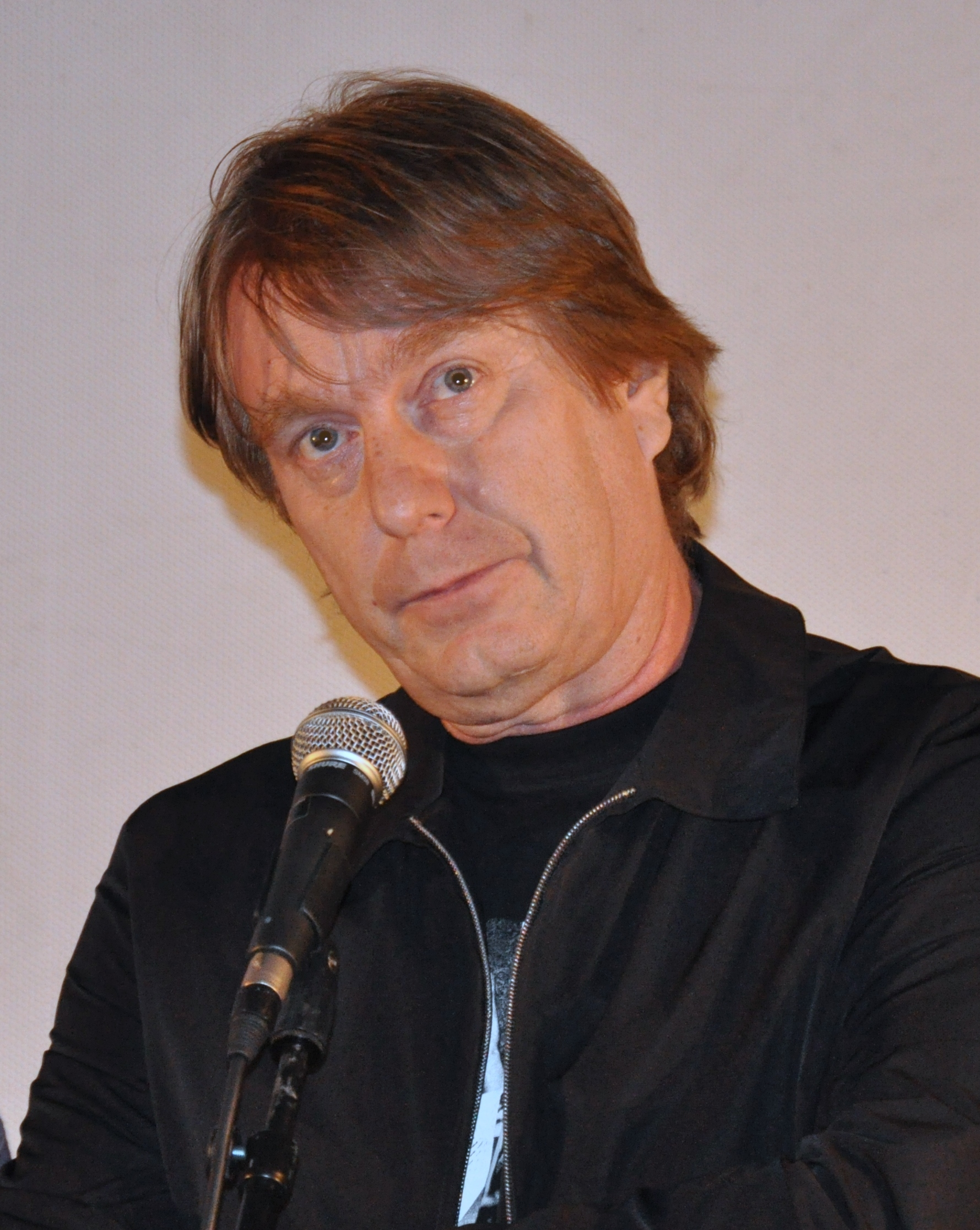
Mika Kaurismäki au Festival de 2009.

| Année | Invités présents |
| ----- | --- |
| 1986  | Samuel Fuller, Jonathan Demme, Bertrand Tavernier, Jean-Pierre Gorin                                                                                                 |
| 1987  | Michael Powell, Jacques Demy, Jim Jarmusch, D. A. Pennebaker, Juliet Berto, Thelma Schoonmaker                                                                       |
| 1988  | Monte Hellman, Paul Schrader, Dušan Makavejev, Aleksei German, Krzysztof Zanussi, Ali Özgentürk, Helle Ryslinge                                                      |
| 1989  | Paul Morrissey, Krzysztof Kieślowski, Otar Iosseliani, John Berry, Vadim Abrashitov, Idrissa Ouedraogo                                                               |
| 1990  | Richard Fleischer, Manoel de Oliveira, Ettore Scola, Jean-Pierre Léaud, Octávio Bezerra                                                                              |
| 1991  | André de Toth, Laslo Benedek, Alberto Lattuada, Jean-Charles Tacchella, Agnès Varda, Chantal Akerman, Enzo Serafini, Etienne Chatiliez                               |
| 1992  | Roger Corman, Claude Chabrol, Jan Troell |
| 1993  | Joseph H. Lewis, Dino Risi, Jerzy Kawalerowicz, Julio Medem |
| 1994  | Robert Wise, Mario Monicelli, Luis García Berlanga, Stanley Donen, John Sayles                                                                                       |
| 1995  | Robert Parrish, Agnieszka Holland, Maud Linder, Richard Price, Fridrik Thor Fridriksson, Victor Erice                                                                |
| 1996  | Jean Dréville, Claude Sautet, Danièle Dubroux, Robert Boyle, Doris Dörrie                                                                                            |
| 1997  | Gianni Amelio, Vincent Sherman, Jerzy Skolimowski, István Szabó, Costas Ferris                                                                                       |
| 1998  | Youssef Chahine, Terry Gilliam, Robby Müller, Stefan Jarl, Wim Wenders, Leonard Kastle                                                                               |
| 1999  | Edgardo Cozarinsky, Costa-Gavras, Francesco Rosi, Angela Winkler, Murali Nair                                                                                        |
| 2000  | Bob Rafelson, Paolo Taviani, Ivan Passer, Shinji Aoyama |
| 2001  | Freddie Francis, Sergio Sollima, Jerry Schatzberg, Agnès Jaoui |
| 2002  | Francis Ford Coppola, Miklós Jancsó, Fernando Solanas, Denys Arcand, Luce Vigo                                                                                       |
| 2003  | Irvin Kershner, Emir Kusturica, Jean Rouch, Matti Kassila |
| 2004  | Val Guest, Nanni Moretti, Marlen Khutsiev, Wolfgang Becker, Jörn Donner                                                                                              |
| 2005  | Roy Ward Baker, Jean-Pierre Dardenne, Luc Dardenne, Yeşim Ustaoğlu, Juan Pablo Rebella, Pablo Stoll, Hans Weingartner                                                |
| 2006  | Gian Vittorio Baldi, Carroll Ballard, Andrei Smirnov, Jafar Panahi, Isabelle Stever, Mercedes Álvarez, Jasmine Trinca                                                |
| 2007  | Abbas Kiarostami, Claude Goretta, Vittorio De Seta, Giuseppe Bertolucci, Amos Gitai, Elia Suleiman, Pascale Ferran, Detlev Buck                                      |
| 2008  | Miloš Forman, Andrei Konchalovsky, Seymour Cassel, Lasse Pöysti, Veiko Õunpuu                                                                                        |
| 2009  | John Boorman, Robert Guédiguian, Fatih Akin, Samira Makhmalbaf, Sergey Dvortsevoy, Andreas Dresen, Markku Lehmuskallio & Anastasia Lapsui                            |
| 2010  | Pedro Costa, Terence Davies, Bahman Ghobadi, Vesa-Matti Loiri, Samuel Maoz                                                                                           |
| 2011  | Michael Chapman, Souleymane Cissé, Atom Egoyan, Apichatpong Weerasethakul                                                                                            |
| 2012  | Harriet Andersson, Joe Dante, Alan Rudolph, Béla Tarr |
| 2013  | Philip Kaufman, Marco Bellochio, Claire Denis, Cristian Mungiu, Jem Cohen (en), Ahmet Boyacioglu                                                                     |
| 2014  | Olivier Assayas, Pawel Pawlikowski, Alain Bergala, Alice Rohrwacher                                                                                                  |
| 2015  | Malgorzata Szumowska, Miguel Gomes, Mike Leigh, Whit Stillman, Christian Petzold, Nils Malmros                                                                       |
| 2016  | Jiri Menzel, Fernando Trueba, Jonas Trueba, Bill Forsyth, Dagur Kari, Gianfranco Rosi, David Farr, Malin Buska                                                       |
| 2017  | Carlos Saura, Bertrand Bonello, Per Fly, Kai Wessel, Hanna Schygulla                                                                                                 |
| 2018  | Barbet Schroeder, Bulle Ogier, Anja Kofmel, Katherina Wyss, Mahamat Saleh Haroun, Olivier Assayas, Thomas Stuber                                                     |
| 2019  | Arnaud Desplechin, Fernando Meirelles, Johann Lurf, Kent Jones, Mark Jenkin, Marzieh Meshkini, Mohsen Makhmalbaf, Nora Fingscheidt, Pernilla August, Shahab Hosseini |
| 2020  | Festival virtuel 2020 |

## Distinctions
- Prix national de la cinématographie, 2014